# Liste der Mitglieder der American Academy of Arts and Sciences/2015
Im Jahr 2015 wählte die American Academy of Arts and Sciences 194 Personen in sechs Kategorien zu ihren Mitgliedern.
Unter den 197 Mitgliedern (fellows) sind 16 „foreign honorary members“, die keine Staatsbürger der Vereinigten Staaten oder dort tätig sind; diese sind mit dem Zusatz „FHM“ markiert.

## Neugewählte Mitglieder

### Mathematische und physikalische Wissenschaften
- Sanjeev Arora (* 1968)
- László Babai (* 1950)
- Phil S. Baran (* 1977)
- Gérard Ben Arous (* 1957)
- David Bercovici (* 1960)
- Sangeeta N. Bhatia (* 1968)
- John Clarke (* 1943)
- Robert E. Cohen (* 1947)
- Susan T. Dumais (* 1954)
- Jonathan A. Ellman (* 1962)
- Björn Engquist (* 1945)
- Alexei V. Filippenko (* 1957)
- Igor B. Frenkel (* 1952)
- George Georgiou (* 1959)
- Morteza Gharib (* 1952)
- Thomas J. Greytak (* 1941)
- Laura M. Haas (* 1956)
- Joseph Y. Halpern (* 1953)
- John F. Hartwig (* 1964)
- Maurice P. Herlihy (* 1954)
- Tin-Lun Ho (* 1951)
- Linda C. Hsieh-Wilson (* 1968)
- Enrique Iglesia (* 1954)
- John D. Joannopoulos (1947–2025)
- Eugenia Kalnay (1942–2024)
- Ravindran Kannan (* 1953)
- David B. Kaplan (* 1958)
- Victoria M. Kaspi (* 1967)
- Renu Malhotra (* 1961)
- Paul L. McEuen (* 1963)
- Nicholas W. McKeown (* 1963)
- William P. Minicozzi II (* 1968)
- David R. Morrison (* 1955)
- Raymond Pierrehumbert (* 1954)
- Jill Pipher (* 1955)
- Rebecca R. Richards-Kortum (* 1964)
- Valery A. Rubakov FHM (1955–2022)
- Joseph Sifakis FHM (* 1946)
- Roger M. Temam (* 1940)
- Donald G. Truhlar (* 1944)
- Karen L. Wooley (* 1966)
- Ali Yazdani (* 1967)

### Biologische Wissenschaften
- Jean Bennett (* 1954)
- Marc G. Caron (1946–2022)
- Patricia Smith Churchland (* 1943)
- Joseph L. DeRisi (* 1969)
- Joseph R. Ecker (* 1956)
- Howard Eichenbaum (1947–2017)
- Michael B. Elowitz (* 1970)
- Stanley Fields (* 1955)
- David D. Ginty (* 1962)
- Kay E. Holekamp (* 1954)
- David Michael Karl (* 1950)
- Brian K. Kobilka (* 1955)
- David Kleinfeld (* 1954)
- Michael J. Lenardo (* 1955)
- Margaret Stratford Livingstone (* 1950)
- David Herman MacLennan FHM (1937–2020)
- Kenneth J. Marians (* 1952)
- Frank P. McCormick (* 1950)
- Philip Needleman (1939–2024)
- Karl J. Niklas (* 1948)
- Robert L. Nussbaum (* 1949)
- Paul A. Offit (* 1954)
- Dennis D. M. O’Leary (* 1951)
- Miroslav Radman FHM (* 1944)
- Alexander Rudensky (* 1958)
- Alejandro Sánchez Alvarado (* 1964)
- Mark S. Schlissel (* 1957)
- Sandra L. Schmid (* 1958)
- Stewart Shuman (* 1955)
- Joan B. Silk (* 1953)
- Michael Snyder (* 1955)
- Sharon Y. Strauss (* 1956)
- Joseph Travis (* 1953)
- Gerhard Wagner (* 1945)
- Peter C. Wainwright (* 1957)
- Stephen T. Warren (1953–2021)
- James A. Wells (* 1951)
- Wei Yang (* 1963)

### Sozialwissenschaften
- Morris Sheppard Arnold (* 1941)
- Roy F. Baumeister (* 1951)
- Sarah A. Binder (* 1964)
- Dante Cicchetti (* 1948)
- Margaret S. Clark (* 1952)
- Liran Einav (* 1970)
- Peter T. Ellison (* 1954)
- Timothy J. Feddersen (* 1958)
- Noah R. Feldman (* 1970)
- Roland G. Fryer, Jr. (* 1977)
- David W. Garland (* 1955)
- Matthew Gentzkow (* 1975)
- Martin Gilens (* 1960)
- Jane C. Ginsburg (* 1955)
- David B. Grusky (* 1958)
- Kenji Hakuta (* 1951)
- Philip Hamburger (* 1957)
- Paul L. Harris (* 1946)
- Nina G. Jablonski (* 1953)
- Peter J. Klenow (* 1964)
- Lewis A. Kornhauser (* 1950)
- Margaret Lock FHM (* 1938)
- Michael Mann (* 1941)
- Milbrey W. McLaughlin (* 1947)
- Philip J. Reny (* 1959)
- Douglas Rivers (* 1956)
- Rubén G. Rumbaut (* 1948)
- Jenny Saffran (* 1964)
- Paul Slovic (* 1938)
- David Stasavage (* 1967)
- David S. Tatel (* 1941)
- Kathleen Thelen (* 1957)
- Iván Werning (* 1974)
- Robin L. West (* 1958)
- Carol M. Worthman (* 1948)

### Geisteswissenschaften und Kunst
- Christopher U. Abani (* 1966)
- Marilyn McCord Adams (1943–2017)
- David Z. Albert (* 1954)
- Carl Andre (1935–2024)
- Harold W. Attridge (* 1946)
- Iván T. Berend (* 1930)
- Lorenzo Gennaro Bianconi FHM (* 1946)
- Robert E. Bly (1926–2021)
- Kang-i Sun Chang (* 1944)
- Judith Marjorie Collins (* 1939)
- Holland Cotter (* 1947)
- Thomas B. F. Cummins (* 1952)
- Hermann Danuser FHM (* 1946)
- Philip J. Deloria (* 1960)
- Geoff Dyer FHM (* 1958)
- David Eltis (* 1940)
- Anne Fadiman (* 1953)
- John Freccero (* 1930)
- James T. Harrison (1937–2016)
- Sally Haslanger (* 1955)
- N. Katherine Hayles (* 1943)
- Gail Hershatter (* 1948)
- Allen F. Isaacman (* 1942)
- Joan Jonas (* 1936)
- Johan Anthony Willem Kamp FHM (* 1940)
- James Kloppenberg (* 1951)
- Barbara Kruger (* 1945)
- György Kurtág FHM (* 1926)
- George E. Lewis (* 1952)
- Magnus Lindberg FHM (* 1958)
- John MacFarlane (* 1969)
- Peter Mandler (* 1958)
- Tim W. E. Maudlin (* 1958)
- Jane Dammen McAuliffe (* 1946)
- James McBride (* 1957)
- Audra Ann McDonald (* 1970)
- Françoise Meltzer (* 1947)
- Edward Mendelson (* 1946)
- Murray Perahia (* 1947)
- Christopher O. Plummer (1929–2021)
- Christopher A. Prendergast FHM (* 1942)
- Keren D. Rice (* 1950)
- Gregory R. Schopen (* 1947)
- David Dean Shulman (* 1949)
- Johan van Benthem FHM (* 1949)
- Jay Xu (* 1963)

### Public Affairs, Business und Administration
- Lisa Anderson (* 1950)
- Marcia Angell (* 1939)
- Nahum Barnea FHM (* 1944)
- A’Lelia Bundles (* 1952)
- William Joseph Burns (* 1956)
- Clive M. Cookson FHM (* 1952)
- James W. Curran (* 1944)
- Terry Gross (* 1951)
- Maria D. Hummer-Tuttle (* 1943)
- Kay Bailey Hutchison (* 1943)
- Alberto Ibargüen (* 1944)
- Feisal Amin Rasoul Istrabadi (* 1962)
- Philip H. Knight (* 1938)
- Richard Kurin (* 1950)
- Wallace D. Loh (* 1945)
- Ann Lurie (1945–2024)
- Janet A. Napolitano (* 1957)
- Joseph Neubauer (* 1941)
- Rebecca W. Rimel (* 1951)
- James F. Rothenberg (1946–2015)
- Cristián Samper (* 1965)
- Victoria P. Sant (1939–2018)
- James M. Stone (* 1947)
- Teresa A. Sullivan (* 1949)
- Neil deGrasse Tyson (* 1958)
- Darren Walker (* 1960)

### Übergreifende Kategorie
Folgende acht Mitglieder haben sich in mehreren der genannten Klassen verdient gemacht (interclass) und wurden deshalb in eine Sonderkategorie aufgenommen:
- June Kathryn Bock (* 1947)
- Carlos Bustamante (* 1951)
- Gary S. Dell (* 1950)
- Taekjip Ha (* 1968)
- Kay R. Jamison (* 1946)
- Robert M. Nosofsky (* 1956)
- Roger Ratcliff (* 1947)
- Tom Wolfe (1931–2018)